# Liste der Fornminnen in Kyrkhult

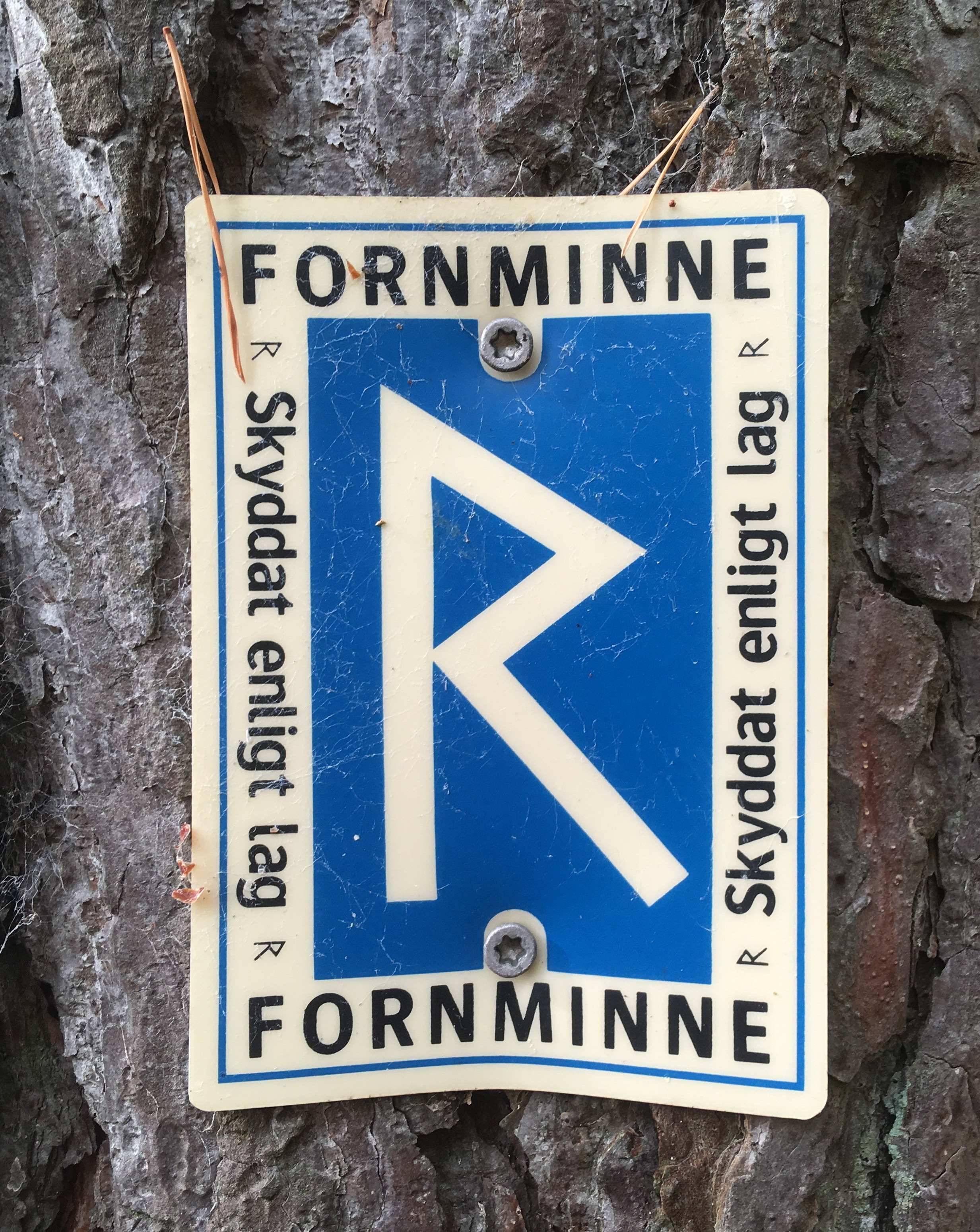
Zeichen für "Fornminnen" in Schweden

Diese Liste der Fornminnen in Kyrkhult zeigt die „Alten/antike Denkmale“ (schwedisch fornminnen) im ehemaligen Socken Kyrkhult in der heutigen Gemeinde Olofström der südschwedischen Provinz Blekinge län, sie ist eine Teilliste der „Liste der Fornminnen in Blekinge“. Die Aufteilung basiert auf der historischen Zuordnung der Gebiete in Socken (siehe auch) und der Einteilung des Zentralamt für Denkmalpflege Riksantikvarieämbetet (RAÄ). Es werden die Fornminnen aufgeführt, die auf dem Suchdienst „Fornsök“ registriert sind, welcher weitere Informationen zu den bekannten kulturhistorischen Überresten in Schweden enthält.

## Begriffserklärung
Fornminnen (schwedisch für alte/antike Denkmale oder archäologische Funde) sind in Schweden alte Objekte und archäologische Funde (Fornlämningar), welche die Überreste menschlicher Aktivitäten in der Vergangenheit bezeichnen, die durch frühere Nutzung entstanden sind und dauerhaft aufgegeben wurden. Dabei gilt für Fornminnen, die vor 1850 entstanden sind, dass sie automatisch durch das Gesetz geschützt sind. Aber auch jüngere Überreste können zu Bodendenkmalen erklärt werden, wenn sie sich an ihrem ursprünglichen Standort befinden und weitgehend erdgebunden sind. Als Fornminnen zählen u. a. Siedlungen und Siedlungsreste aus prähistorischer Zeit, Gräber und Grabstätten, Burgruinen, Ruinen von Klöstern, Kirchen und Schlössern, Steine und Felsen mit Inschriften und Bildern (z. B. Runensteine und Petroglyphen), insofern sie nicht schon als Einzeldenkmal unter Byggnadsminnen (schwedisch für Baudenkmale) oder kyrkliga Kulturminnen (schwedisch für kirchliches Kulturgut) ausgewiesen sind.

## Legende
| ID           | = | ID.Nr. des Denkmalregisters (Fornsök) im schwedische Amt für nationales Kulturerbe (Riksantikvarieämbetet (RAÄ)) |
| Lage         | = | Koordinatenangabe des Standorts                                                                                  |
| Bezeichnung  | = | Bezeichnung des Denkmalobjekts (auch RAÄ-Nr.)                                                                    |
| Beschreibung | = | Name (Denkmaltyp/Dokumentenverweis im Arkivsök) sowie eine kurze Beschreibung des Objekts                        |
| Bild         | = | Bild des Objekts sowie Verweis auf weitere Bilder                                                                |

## Fornminnen Kyrkhult
| ID             | Lage    | Bezeichnung (RAÄ-Nr.) | Beschreibung | Bild           |
| -------------- | ------- | --------------------- | --- | -------------- |
| 10100300030001 | (Karte) | Kyrkhult 3:1          | Kyrkhult 3:1 (Friedhof / L1979:3633) ehemaliger Pestfriedhof südlich Vilshult mit Gedenkstein "Kyrkhult 3:2" (L1979:3106) | Weitere Bilder |
| 10100300050001 | (Karte) | Kyrkhult 5:1          | Kyrkhult 5:1 (Friedhof / L1979:3233) ehemaliger Pestfriedhof bei Farabol (auch als schwedisch Pestabacken bezeichnet) mit Gedenkstein "Kyrkhult 5:2" (L1979:3232)                                                                  | Weitere Bilder |
| 10100300060001 | (Karte) | Kyrkhult 6:1          | Kyrkhult 6:1 (Burgruine / L1979:3234) Burgruine auf einer Halbinsel am Hörnsjön-See nördlich Mörbohult (auch als schwedisch Hörneborg bezeichnet) mit Einfriedungsmauer.                                                           | Weitere Bilder |
| 10100300210001 | (Karte) | Kyrkhult 21:1         | Kyrkhult 21:1 (Friedhof / L1979:3678) ehemaliger Pestfriedhof nördlich Vilshult mit Gedenkstein "Kyrkhult 21:2" (L1979:3177) | Weitere Bilder |
| 10100300220001 | (Karte) | Kyrkhult 22:1         | Kyrkhult 22:1 (Friedhof / L1979:3313) ehemaliger Pestfriedhof nördlich Mulasjön-See im Mulatorp-Naturschutzgebiet mit Gedenkstein "Kyrkhult 21:2" (L1979:3177)                                                                     | Weitere Bilder |
| 10100300300001 | (Karte) | Kyrkhult 30:1         | Kyrkhult 30:1 (Friedhof / L1979:3427) ehemaliger Pestfriedhof bei Hallandsboda, südwestlich des Hofgrundstücks "Kyrkhult 446" (L1979:8483)                                                                                         | Weitere Bilder |
| 10100300310001 | (Karte) | Kyrkhult 31:1         | Kyrkhult 31:1 (Friedhof / L1979:3605) ehemaliger Friedhof bei Hemsjöhult, 100 m südlich des Ostufer des Hemsjön-See und ca. 2 km südlich Hemsjö                                                                                    | Weitere Bilder |
| 12000000011924 | (Karte) | Kyrkhult 181          | Kyrkhult 181 (Hausfundament / L1979:7548) Hausfundament einer ehemaligen Lagergrube südlich einer alten Torfmoor-Siedlung "Kyrkhult 446" (L1979:7578) ca. 800 m östlich des Möllesjön-See                                          | Weitere Bilder |
| 12000000013517 | (Karte) | Kyrkhult 468          | Kyrkhult 468 (Wohnsiedlung / L1979:8499) Hausfundament eines ehemaligen Backsteinhaus sowie Fossilienfeld mit Steinmauer-Umfriedung und Speichergrube (auch als schwedisch Orta Johns stuga bezeichnet) ca. 2 km westlich Vilshult | Weitere Bilder |
| 12000000013827 | (Karte) | Kyrkhult 499          | Kyrkhult 499 (Wohnsiedlung / L1979:8650) Hausfundament einer Hanghütte (auch als schwedisch Lustighuset bezeichnet) sowie Fosslienfeld von einer Steinmauer begrenzt am Ostufer des Furen-Sees.                                    | Weitere Bilder |
| 12000000057217 | (Karte) | Kyrkhult 761          | Kyrkhult 761 (Wohnsiedlung / L1978:990) tw. mit Torf überlagerte Hausfundamente eines Wohnhauses (auch als schwedisch Häradsnattmannens stuga bezeichnet) und Speichergrube bei Ulvaboda                                           | Weitere Bilder |
| 12000000057408 | (Karte) | Kyrkhult 831          | Kyrkhult 831 (Wohnsiedlung / L1978:1154) mit Torf überlagertes Hausfundment und Fossilienfeld (auch als Altes Schifferdorf schwedisch Gamla båtmanstorpet benannt) am Storemyr bei Fågleboda                                       | Weitere Bilder |
| 12000000057705 | (Karte) | Kyrkhult 864          | Kyrkhult 864 (Wohnsiedlung / L1978:1063) überbautes Hausfundament eines Schifferhauses (auch als Bootshaus Falsehult schwedisch Falsehults båtmanstorp benannt) bei Falsehult westlich vom See "Lilla Fallsjön".                   | Weitere Bilder |